# 圣若热-迪维泽拉
圣若热-迪维泽拉是葡萄牙波尔图区的一个堂区。总面积1.25平方公里，总人口596人，人口密度476.8人/平方公里。